# Trinity Desktop Environment
TDE (Trinity Desktop Environment) — среда рабочего стола, являющаяся ответвлением от кодовой базы неподдерживаемой в настоящее время среды KDE 3.
Проект основан и возглавляется бывшим разработчиком Kubuntu с KDE 3.5 Тимоти Пирсоном, который, покинув KDE, основал проект Trinity. Trinity Desktop Environment является не продолжением KDE 3.5.10, а независимым ответвлением, направленным на исправление ошибок, разработку дополнительных функций и обеспечение совместимости с современным оборудованием, разрабатываемый отдельным сообществом. Название Trinity (Троица) было выбрано отчасти потому, что ранее TDE позиционировался как продолжение KDE 3.
Релизы 3.5.13.x, также известные как «SRU», направлены на сохранение и стабилизацию классического TDE 3.5.13, первоначально основанного на KDE 3.5.10.
В настоящее время дополнительно ведётся работа над выпуском Trinity 4.0 в котором компоненты окружения будут переведены на Qt4, CMake, udev и WebKit. По причине малого количества разработчиков переход ведётся медленно, поэтому невозможно сказать, когда именно выйдет Trinity 4. До окончания перехода на Qt4 проект будет поддерживать кодовую базу Qt3, в которую продолжают вноситься исправления ошибок и даже добавляться улучшения, несмотря на официальное прекращение поддержки Qt3.
Готовые двоичные пакеты доступны для Debian, Ubuntu, Fedora, RHEL/CentOS, Mandriva, Mageia, openSUSE и Arch Linux.
Окружение Trinity может быть установлено и использовано одновременно с KDE4, в том числе предоставлена возможность использования в Trinity уже установленных в системе KDE4-приложений. Также присутствуют средства для правильного отображения окон GTK-программ без нарушения единого стиля оформления.

## Выпуски
| Дата            | Реализ       |
| 3.5             | 3.5          |
| --------------- | ------------ |
| 29 апреля 2010  | 3.5.11       |
| 3 октября 2010  | 3.5.12       |
| 1 ноября 2011   | 3.5.13       |
| 12 октября 2012 | 3.5.13.1     |
| 21 июля 2013    | 3.5.13.2 SRU |
| 14.0            |              |
| 16 декабря 2014 | R14.0.0 SRU  |
| 30 августа 2015 | R14.0.1      |
| 28 ноября 2015  | R14.0.2      |
| 28 февраля 2016 | R14.0.3      |
| 7 ноября 2016   | R14.0.4      |
| 18 августа 2018 | R14.0.5      |
| 30 марта 2019   | R14.0.6      |
| 30 декабря 2019 | R14.0.7      |
| 29 апреля 2020  | R14.0.8      |
| 1 ноября 2020   | R14.0.9      |
| 30 апреля 2021  | R14.0.10     |
| 31 октября 2021 | R14.0.11     |
| 1 мая 2022      | R14.0.12     |
| 30 октября 2022 | R14.0.13     |

### 14.0.0
16 декабря 2014 года была выпущена Trinity Desktop 14.0.0.
С релиза 3.5.14 была прекращена нумерация версий, аналогичная нумерации KDE 3.5.x. Теперь вместо этого каждый новый выпуск Trinity Desktop будет обозначаться тремя числами с префиксом R, где первое число означает основную версию, второе — незначительные изменения и последнее — стабильный выпуск (SRU).
Основные изменения:
- новая HAL-независимая аппаратная поддержка на основе Udev;
- значительное переименование приложений, библиотек и пакетов для избежания конфликтов с другими средами рабочего стола (в частности, KDE 4);
- обновление TQt3 (ответвление Qt 3.3.8 проекта TDE), включающий новый движок стилей, поддержку многопоточности и улучшенные скорость и стабильность;
- поддержка network-manager 0.9 и более поздних;
- поддержка файлов mime-type теперь основана на libmagic;
- переход с оконного менеджера Kompmgr на Compton-TDE, который является ответвлением Compton с особенностями TDE.

## Галерея

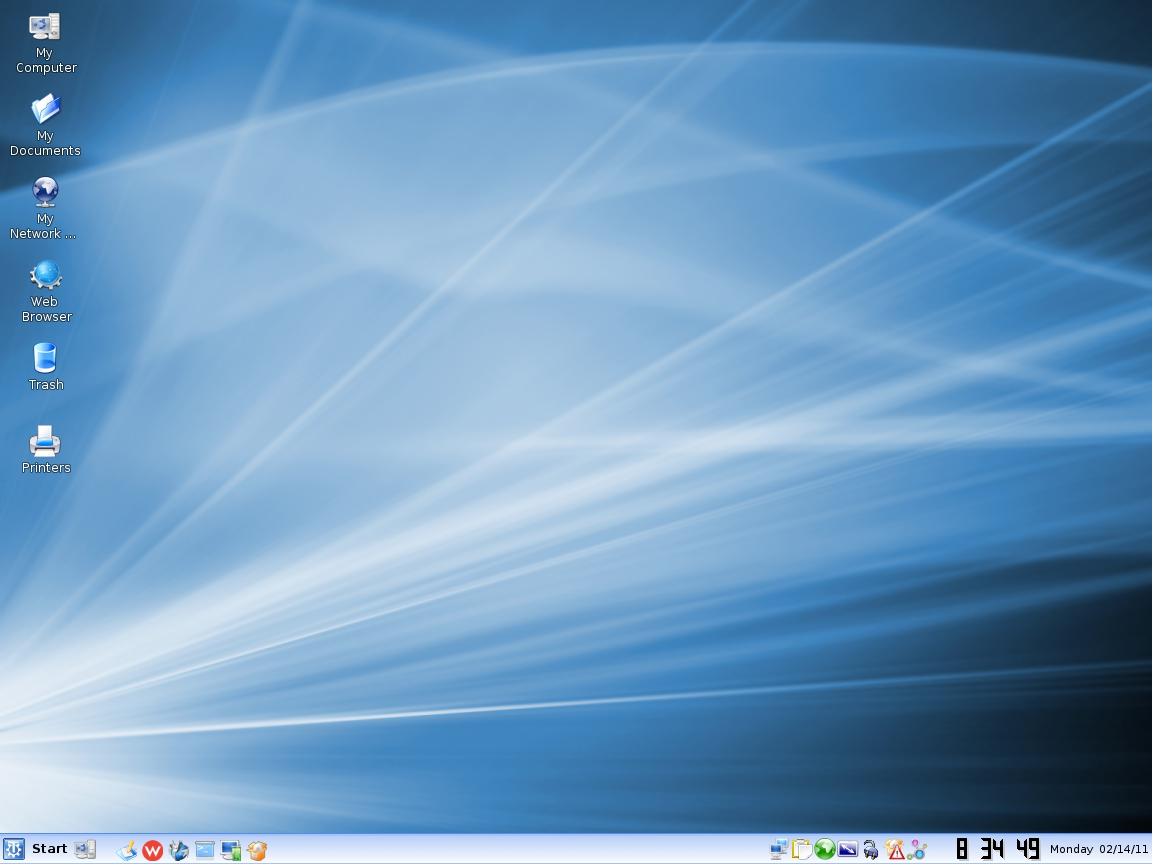
Рабочий стол TDE.
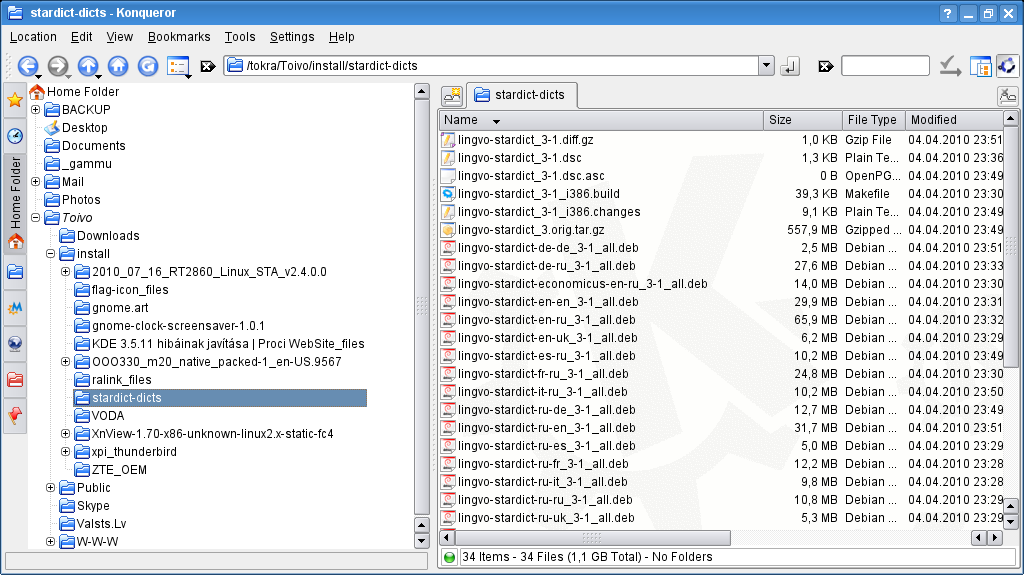
Веб-браузер Konqueror в TDE.
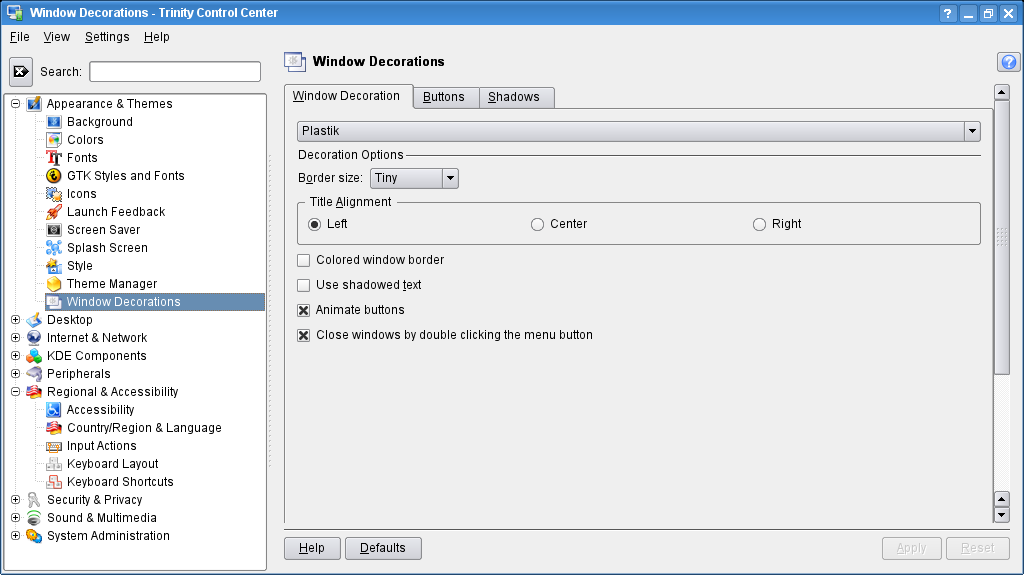
Панель управления Trinity.